# Nigramma includens
Nigramma includens là một loài bướm đêm trong họ Noctuidae.